# 1964年東京オリンピックのオーストラリア選手団
1964年東京オリンピックのオーストラリア選手団（1964ねんとうきょうオリンピックのオーストラリアせんしゅだん）は、1964年10月10日から10月24日にかけて日本の首都東京で開催された1964年東京オリンピックのオーストラリア選手団、およびその競技結果。

## 概要
今大会は金メダル6個、銀メダル2個、銅メダル10個の合計18個のメダルを獲得した。

## メダル
| メダル | 選手名                                                                        | 競技 | 種目                     |
| ------ | ----------------------------------------------------------------------------- | ---- | ------------------------ |
| 金     | ベティ・カスバート                                                            | 陸上 | 女子400m                 |
| 金     | ロバート・ウィンドル                                                          | 競泳 | 男子1500m自由形          |
| 金     | イアン・オブライエン                                                          | 競泳 | 男子200m平泳ぎ           |
| 金     | ケビン・ベリー                                                                | 競泳 | 男子200mバタフライ       |
| 金     | ドーン・フレーザー                                                            | 競泳 | 女子100m自由形           |
| 銀     | ミシェル・ブラウン                                                            | 陸上 | 女子走高跳               |
| 銀     | ロビン・ソーン ジャニス・マーフィー リネット・ベル ドーン・フレーザー         | 競泳 | 女子4×100m自由形リレー   |
| 銅     | ロン・クラーク                                                                | 陸上 | 男子10000m               |
| 銅     | マリリン・ブラック                                                            | 陸上 | 女子200m                 |
| 銅     | ジュディ・アムーア                                                            | 陸上 | 女子400m                 |
| 銅     | パム・キルボーン                                                              | 陸上 | 女子80mハードル          |
| 銅     | アラン・ウッド                                                                | 競泳 | 男子400m自由形           |
| 銅     | アラン・ウッド                                                                | 競泳 | 男子1500m自由形          |
| 銅     | デビッド・ディクソン ピーター・ドーク ジョン・ライアン ボブ・ウィンドル       | 競泳 | 男子4×100m自由形リレー   |
| 銅     | ピーター・レイノルズ イアン・オブライエン ケビン・ベリー デビッド・ディクソン | 競泳 | 男子4×100mメドレーリレー |